# Pavel Osipov
Pavel Fëdorovič Osipov (in russo Павел Фёдорович Осипов?; San Pietroburgo, 28 gennaio 1996) è un ex calciatore russo, di ruolo centrocampista.

## Carriera
In carriera ha giocato 8 partite nei turni preliminari di Europa League.